# Oratorio di Santa Maria Annunciata
Appartenente alla Parrocchia di san Michele Arcangelo in Monzambano., inserita nell'abitato del borgo, a metà di via Umberto I, la chiesa di Santa Maria Annunciata, meglio nota come Disciplina, dalla Confraternita dei Disciplinati che in essa avevano sede, risale sicuramente alla prima metà del secolo XVI, come testimonia la visita pastorale del 1541, anche se il nucleo originario è probabile abbia origini tre-quattrocentesche.
La semplice facciata è caratterizzata dal portale in pietra, uno dei più antichi del paese, con stipiti ed arco scanalati. Sulla chiave dell'arco il raffinato bassorilievo con l'immagine della Madonna che accoglie sotto il suo manto due devoti inginocchiati.
Sopra il portale, la sagoma di un rosone chiuso, realizzato con una ghiera circolare in cotto strombata secondo il tipo quattrocentesco, sotto il cui intonaco sono stati rinvenuti un lacerto di affresco di buona fattura raffigurante una ghirlanda decorata con fiori e frutti che, per assonanze stilistiche, potrebbero richiamare la scuola mantegnesca.
Oltre la sagoma del rosone, si apre una finestra a mezza luna, a cui segue il timpano, segnato da un cornicione poco aggettante, che chiude il fronte esterno.
Sul fianco destro della chiesa vi sono locali di servizio adibiti un tempo alle attività dei confratelli disciplinati.
Sul retro della chiesa il piccolo campanile, costruito dopo il 1640, che culmina nella cella, a quattro finestre arcuate, che ospita una campanella.
La navata della chiesa è a capriata, tagliata da tre travi in legno trasversali che sostengono la copertura in mattonelle, illuminata da sei lunette.
Lungo la parete sinistra, situato in una cappella poco profonda, vi è l'Altare del Crocefisso, costituito da un'ampia mensa e da un paliotto ornato da tarsie geometriche.
Il presbiterio, con copertura a vela, rialzato rispetto al pavimento della navata, è introdotto da un arco trionfale alla cui sommità vi è uno stucco rappresentante l'Eterno Padre.
Sulla pradella di marmo è situato l'altare maggiore, di cui si evidenzia il paliotto ornato da tarsie geometriche.
Nella nicchia centrale la statua della Madonna del Rosario, opera dei maestri di Ortisei.
Dal presbiterio due porte laterali immettono nella sacrestia retrostante: sulle pareti del corridoio dell'accesso di sinistra, vi sono immagini di santi affrescate, resti di un edificio precedente.